# Kazalište u 1969.
◄◄ | ◄ | 1966. | 1967. | 1968. | 1969.  | 1970. | 1971. | 1972. | ► | ►►
Arhitektura • Astronautika • Astronomija • Biologija • Film • Fotografija • Glazba • Kazalište • Kemija • Kiparstvo • Knjige • Književnost • Kršćanstvo • Meteorologija • Medicina • Planinarstvo • Politika • Pravo • Promet • Slikarstvo • Strip • Šport • Televizija • Znanost • Zrakoplovstvo • Željeznički promet
Kazalište u 1969.

## Hrvatska i u Hrvata

### Rođenja
- 25. srpnja – Mirta Zečević, hrvatska televizijska, kazališna i filmska glumica
- 12. prosinca  – Barbara Rocco, hrvatska filmska, televizijska i kazališna glumica

## Vanjske poveznice
|  | Zajednički poslužitelj ima još gradiva o temi Kazalište u 1969. |